# Môi âm hộ

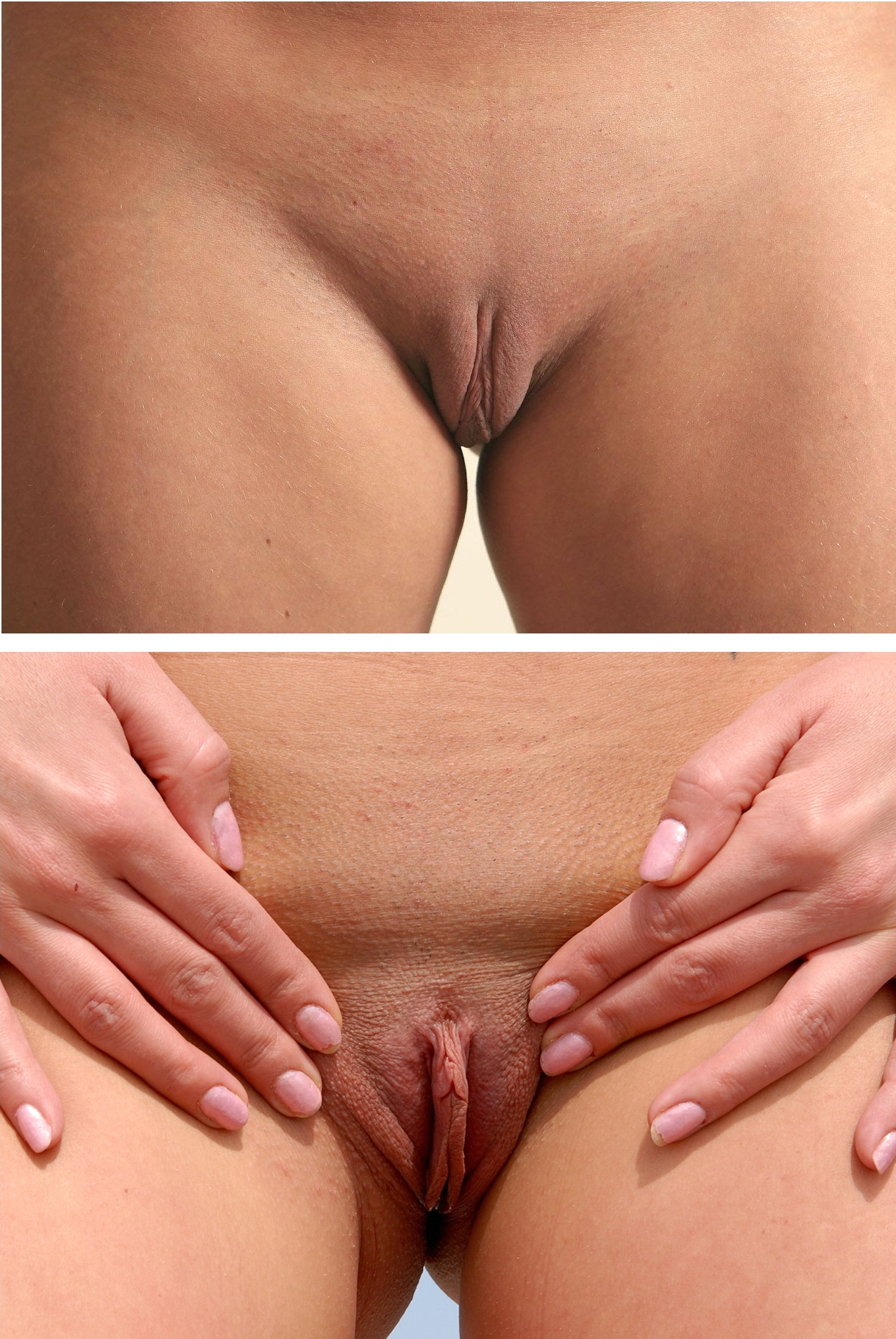
Môi nhỏ âm hộ (môi âm hộ bên trong) là các nếp da dọc ở giữa âm hộ (bộ phận sinh dục nữ bên ngoài) giữa môi lớn âm hộ tròn dày hơn (môi âm hộ bên ngoài).

Môi âm hộ hay labia là một phần của cơ quan sinh dục nữ; chúng là những phần chính có thể nhìn thấy bên ngoài của âm hộ. Ở người, có hai cặp môi âm hộ: môi lớn âm hộ (hay môi âm hộ bên ngoài) lớn hơn và béo hơn, trong khi môi nhỏ âm hộ là các nếp da giữa môi âm hộ bên ngoài. Môi âm hộ bao quanh và bảo vệ âm vật và các lỗ mở của âm đạo và niệu đạo.

## Từ nguyên
Labium (số nhiều) là một thuật ngữ gốc Latin có nghĩa là "môi". Labium và các dẫn xuất của nó (bao gồm labial, labrum) được sử dụng để mô tả bất kỳ cấu trúc giống môi nào, nhưng trong ngôn ngữ tiếng Anh, labium thường đề cập cụ thể đến các bộ phận của âm hộ.

## Giải phẫu học

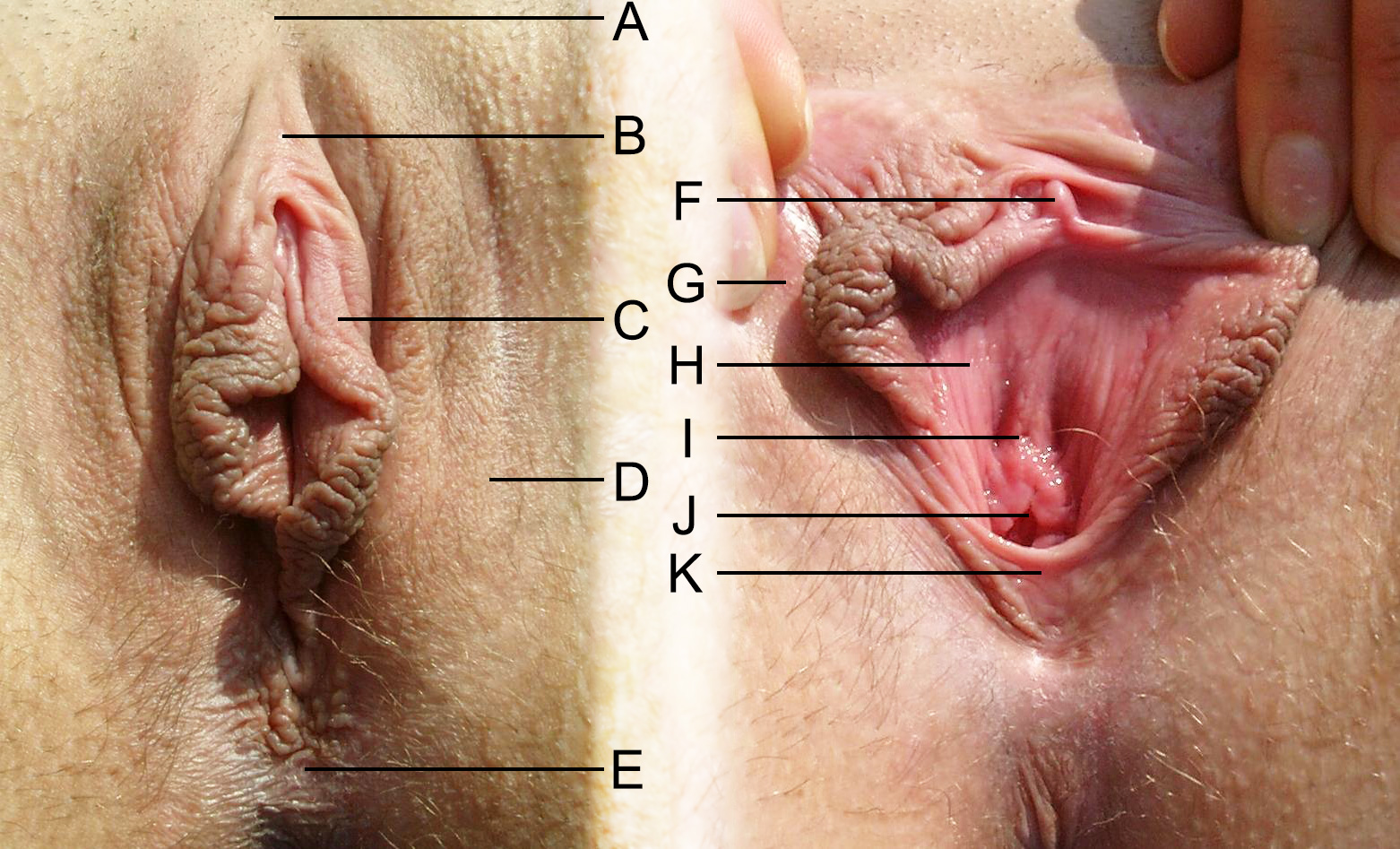
Trái: Ở trạng thái nghỉ ngơi, môi âm hộ bảo vệ các khu vực bên trong của âm hộ.
Phải: Mở rộng môi âm hộ để lộ các vùng bên trong âm hộ: A) Mép trước của môi lớn B) Mũ âm vật C) Môi nhỏ (labia minora) D) Môi lớn (labia majora) E) Mép sau của môi lớn F) Đầu âm vật G) Bề mặt bên trong của môi âm hộ H) Tiền đình âm hộ I) Niệu đạo J) Lỗ âm đạo K) Da nối (fourchette)

Môi lớn âm hộ, còn thường được gọi là môi ngoài âm hộ hoặc môi ngoài, là cấu trúc giống môi bao gồm chủ yếu là da và mô mỡ (mỡ), kéo dài ở hai bên âm hộ để tạo thành khe hở ở giữa. Môi âm hộ thường có vẻ ngoài đầy đặn và dày hơn về phía trước. Phần tiếp giáp phía trước của môi âm hộ được gọi là mép/ rãnh trước (anterior commissure), nằm bên dưới mu sinh dục và phía trên âm vật. Ở phía sau, môi âm hộ tham gia vào mép/ rãnh sau (posterior commissure), nằm trên tầng sinh môn và bên dưới da nối (frenulum) môi bé âm hộ. Các rãnh giữa môi lớn và môi bé âm hộ được gọi là rãnh gian môn (interlabial sulci) âm hộ hoặc nếp gấp giữa các rãnh âm hộ.
Môi nhỏ âm hộ, còn được gọi là môi trong âm hộ hoặc môi trong, là hai nếp gấp mềm không mỡ, không lông của da ở giữa môi lớn âm hộ. Chúng bao bọc và bảo vệ tiền đình âm hộ, niệu đạo và âm đạo. Phần trên của mỗi môi bé tách ra để kết hợp với cả đầu âm vật và mũ/ nắp âm vật (clitoral hood). Môi âm hộ gặp nhau ở phía sau da nối (gọi là frenulum) của môi nhỏ âm hộ (còn được gọi là fourchette), là một nếp gấp của da bên dưới lỗ âm đạo. Fourchette thường nhô lên hơn ở phụ nữ trẻ, và thường hạ xuống (recede) sau khi sinh hoạt tình dục và sinh con. Khi đứng hoặc co chân vào nhau, môi âm hộ thường che phủ hoàn toàn hoặc một phần bề mặt bên trong ẩm ướt, nhạy cảm của âm hộ, có tác dụng gián tiếp bảo vệ âm đạo và niệu đạo, giống như môi bảo vệ miệng. Bề mặt bên ngoài của môi lớn âm hộ là da có sắc tố, và phát triển lông mu ở tuổi dậy thì. Bề mặt bên trong của môi nhỏ âm hộ là da mịn, không có lông, giống như màng nhầy và chỉ có thể nhìn thấy khi môi lớn và môi bé âm hộ được kéo tách rời nhau hay banh ra.
Cả bề mặt bên trong và bên ngoài của môi âm hộ đều chứa các tuyến bã nhờn hay tuyến dầu, tuyến mồ hôi apocrine và tuyến mồ hôi eccrine. Môi âm hộ có ít đầu dây thần kinh bề mặt hơn phần còn lại của âm hộ, nhưng da có tính mạch máu cao. Bề mặt bên trong của môi nhỏ âm hộ là một lớp da ẩm mỏng, với sự xuất hiện của màng nhầy. Chúng chứa nhiều tuyến bã nhờn, và đôi khi có tuyến mồ hôi eccrine. Môi âm hộ có nhiều đầu dây thần kinh cảm giác và có lõi là mô cương cứng.

### Đa dạng
Màu sắc, kích thước, chiều dài và hình dạng của môi âm hộ bên trong có thể rất khác nhau ở mỗi phụ nữ. Ở một số phụ nữ, môi nhỏ âm hộ hầu như không tồn tại, và ở những người khác, chúng có thể có thịt và sần sùi. Chúng có thể có màu từ hồng nhạt đến nâu đen, và kết cấu có thể khác nhau giữa mịn và rất nhăn.

### Sự phát triển phôi và tương đồng

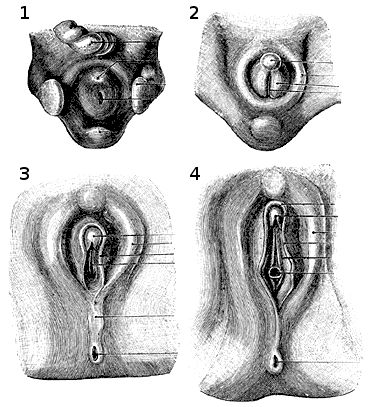
Các giai đoạn phát triển hệ thống sinh sản

Giới tính sinh học của một cá nhân được xác định khi thụ thai, đó là thời điểm tinh trùng thụ tinh với noãn, tạo ra hợp tử. Loại nhiễm sắc thể có trong tinh trùng quyết định giới tính của hợp tử. Nhiễm sắc thể Y cho kết quả là nam và nhiễm sắc thể X cho kết quả là nữ. Hợp tử đực sau này sẽ phát triển thành phôi và hình thành tinh hoàn, nơi sản xuất ra nội tiết tố androgen (chủ yếu là nội tiết tố nam), thường là nguyên nhân hình thành bộ phận sinh dục nam. Bộ phận sinh dục nữ thường sẽ được hình thành khi không có sự tiếp xúc đáng kể của androgen.
Bộ phận sinh dục bắt đầu phát triển sau khoảng 4 đến 6 tuần thai kỳ. Ban đầu, các bộ phận sinh dục bên ngoài phát triển giống nhau bất kể giới tính của phôi thai, và giai đoạn phát triển này được gọi là giai đoạn không phân hóa tính dục (sexually indifferent). Phôi thai phát triển ba cấu trúc sinh dục ngoài khác biệt: một củ sinh dục; hai nếp gấp niệu sinh dục, một ở hai bên của mấu lồi; và hai chỗ sưng môi âm hộ, mỗi chỗ bao bọc một trong các nếp gấp niệu sinh dục.
Sự phân hóa giới tính bắt đầu từ các cơ quan sinh dục bên trong khi tuổi thai được khoảng 5 tuần, dẫn đến sự hình thành tinh hoàn ở nam hoặc buồng trứng ở nữ. Nếu tinh hoàn được hình thành, chúng bắt đầu tiết ra nội tiết tố androgen ảnh hưởng đến sự phát triển bộ phận sinh dục ngoài vào khoảng tuần thứ 8 hoặc 9 của tuổi thai. Các nếp gấp niệu sinh dục tạo thành môi âm hộ ở nữ giới hoặc trục dương vật ở nam giới. Sưng âm hộ trở thành vùng âm hộ ở nữ giới, hoặc chúng hợp nhất để trở thành bìu ở nam giới. Bởi vì các bộ phận nam và nữ phát triển từ các mô giống nhau, điều này làm cho chúng tương đồng (các phiên bản khác nhau của cùng một cấu trúc). Sự phân biệt giới tính hoàn toàn vào khoảng 12 tuần tuổi thai.

### Thay đổi theo thời gian

Hình minh họa thang đo Tanner dành cho nữ, là thang đo để theo dõi những thay đổi về thể chất xảy ra trong tuổi dậy thì. Sự tiến triển của lông mu có thể được nhìn thấy ở bên phải.

Các mô sinh dục bị ảnh hưởng rất nhiều bởi sự dao động tự nhiên của nồng độ hormone, dẫn đến những thay đổi về kích thước, hình dáng và độ đàn hồi của môi âm hộ ở các giai đoạn khác nhau của cuộc đời. Khi mới sinh, môi âm hộ phát triển tốt, và trông bụ bẫm do được tiếp xúc với nội tiết tố của mẹ khi còn trong bụng mẹ. Môi âm hộ có cùng màu với vùng da xung quanh. Sự kết dính môi có thể xảy ra ở độ tuổi từ 3 tháng đến 2 tuổi, và có thể làm cho âm hộ trông phẳng. Những kết dính này thường không phải là nguyên nhân đáng lo ngại và thường biến mất mà không cần điều trị. Các lựa chọn điều trị có thể bao gồm kem estrogen, tách thủ công với gây tê cục bộ, hoặc phẫu thuật tách sau khi gây mê bằng thuốc an thần.

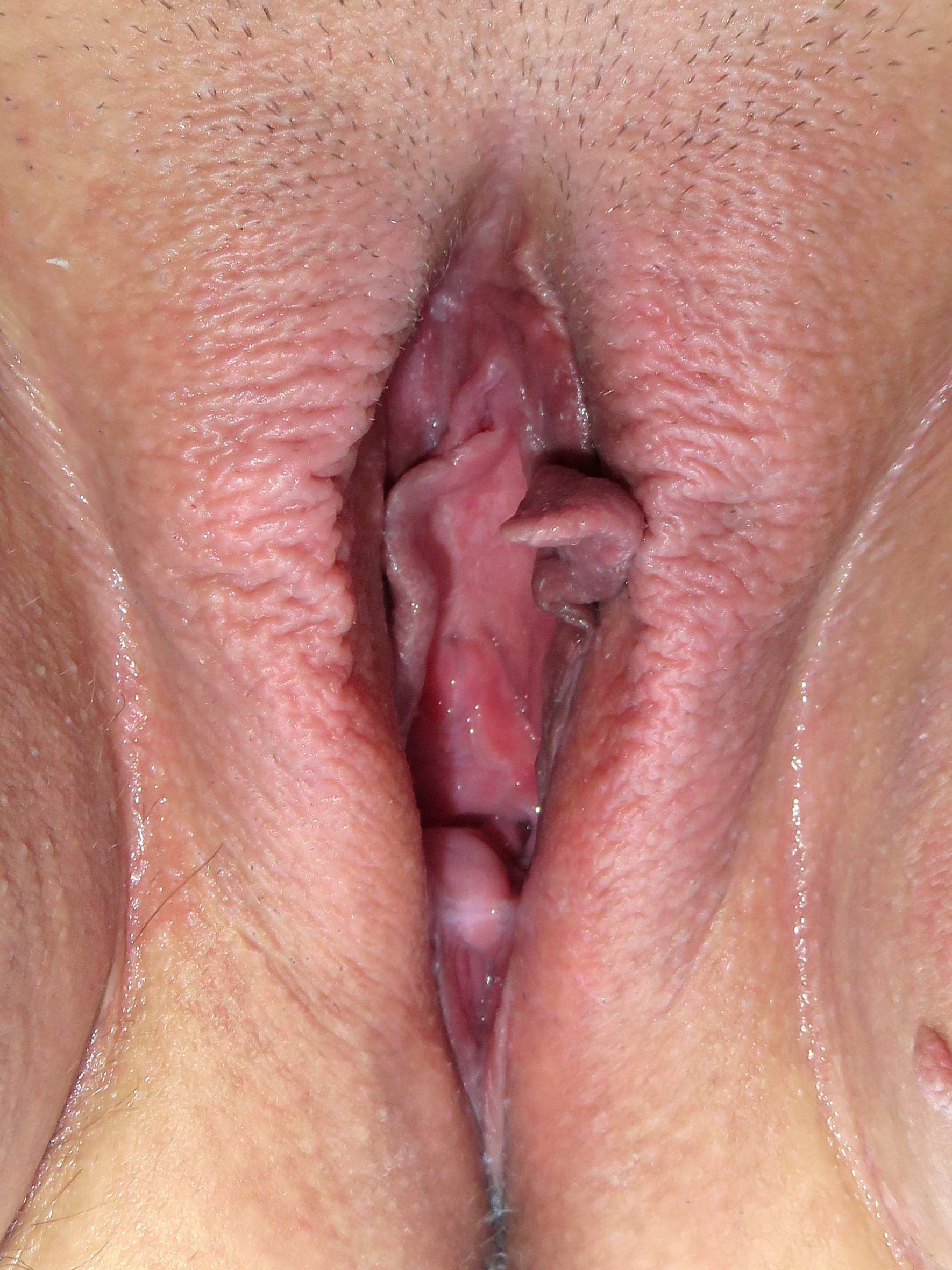
Môi âm hộ bị kích thích với các nếp nhăn tương tự như trên bìu của nam giới.

Trong suốt thời thơ ấu, môi âm hộ trông phẳng và mịn do lượng chất béo trong cơ thể giảm và tác động của hormone mẹ giảm đi. Môi âm hộ nhỏ trở nên kém nổi bật hơn.
Trong tuổi dậy thì, lượng hormone tăng lên thường làm thay đổi đáng kể hình dạng của môi âm hộ. Môi âm hộ trở nên đàn hồi, nổi rõ và nhăn nheo hơn. Môi âm hộ lấy lại mỡ và bắt đầu mọc lông mu gần khe âm hộ (pudendal cleft). Ban đầu lông thưa và thẳng, nhưng dần dần trở nên đen hơn, rậm hơn và xoăn hơn khi sự phát triển lan rộng ra ngoài và hướng lên phía đùi và vùng mu. Cuối tuổi dậy thì, lông mu sẽ thô, xoăn và khá dày. Các mảng lông mu bao phủ bộ phận sinh dục cuối cùng sẽ thường tạo thành hình tam giác.
Đến tuổi trưởng thành, bề mặt bên ngoài của môi âm hộ có thể sẫm màu hơn vùng da xung quanh và có thể có nếp nhăn tương tự như nếp nhăn trên bìu của nam giới. Trong những năm sinh sản, nếu một người phụ nữ sinh con, fourchette sẽ xẹp xuống. Mang thai có thể khiến môi âm hộ có màu sẫm.
Sau này khi lớn lên, môi âm hộ một lần nữa mất dần chất béo, trở nên phẳng hơn và nhăn nheo hơn, và lông mu chuyển sang màu xám. Sau khi mãn kinh, lượng hormone giảm xuống gây ra những thay đổi sâu hơn đối với môi âm hộ. Môi âm hộ bị teo, khiến chúng trở nên kém đàn hồi hơn và lông mu trên môi âm hộ trở nên thưa thớt hơn.

## Hưng phấn tình dục và phản ứng

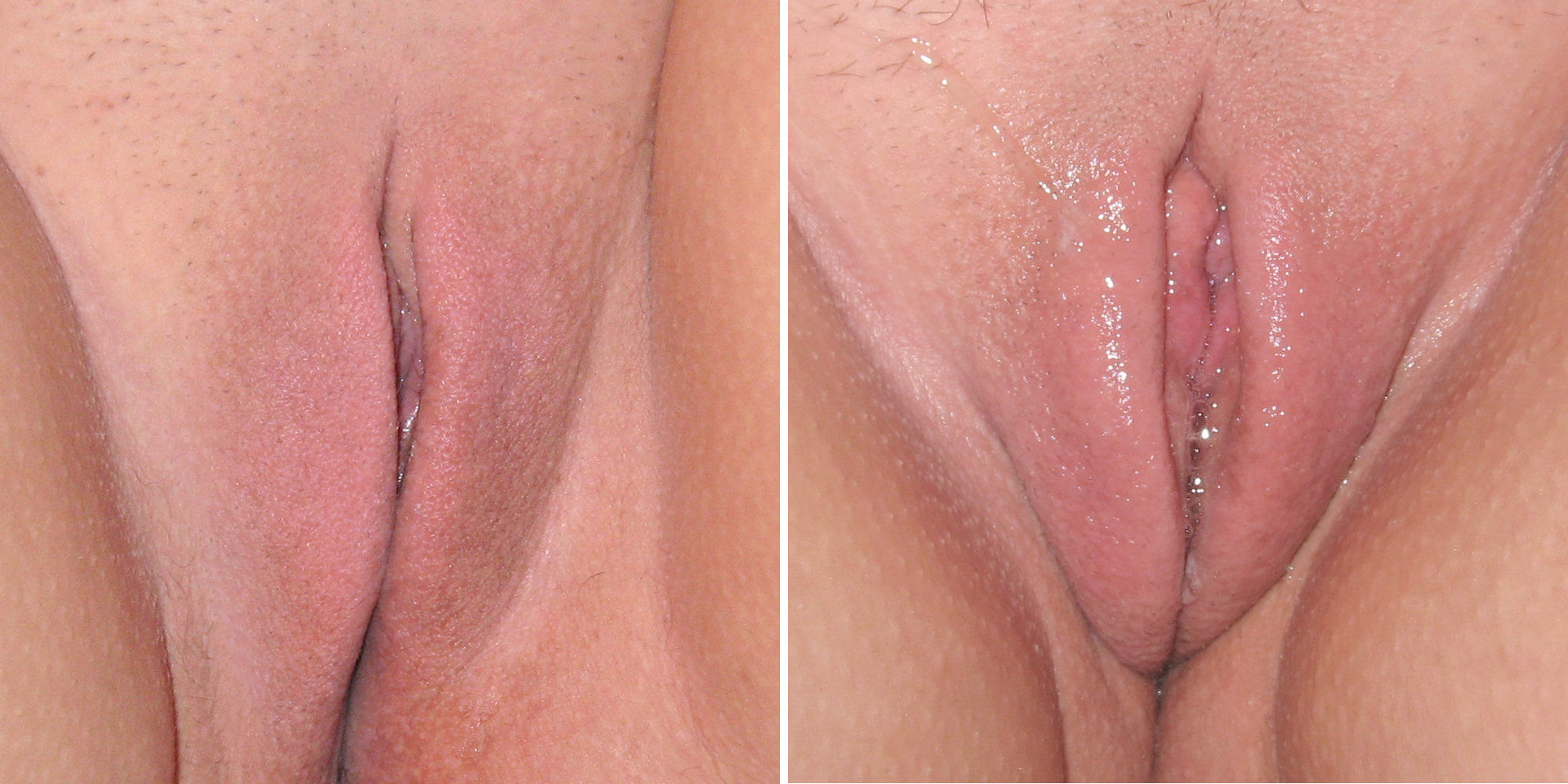
Bên trái: Âm hộ ở trạng thái nghỉ ngơi, không bị hưng phấn.Bên phải: Người phụ nữ bị kích thích tình dục, làm cho môi âm hộ bên trong và bên ngoài sưng lên, môi âm hộ hơi co lại và âm hộ được bôi trơn.

Môi âm hộ là một trong những vùng kích thích tình dục của phụ nữ. Môi âm hộ có phản ứng tình dục, và độ nhạy cảm rất khác nhau giữa các phụ nữ. Ở một số phụ nữ, họ rất nhạy cảm nên bất cứ thứ gì khác ngoài chạm nhẹ có thể gây khó chịu, trong khi kích thích có thể không gây ra phản ứng tình dục ở những người khác. Môi âm hộ có thể bị kích thích tình dục khi thủ dâm hoặc với bạn tình, chẳng hạn như bằng ngón tay hoặc quan hệ tình dục bằng miệng. Di chuyển môi âm hộ cũng có thể kích thích âm vật cực kỳ nhạy cảm.
Khi hưng phấn tình dục, môi âm hộ sưng lên do lưu lượng máu đến khu vực này và rút ra phía sau, mở nhẹ âm hộ. Môi âm hộ bị tích tụ máu, khiến chúng nở ra đường kính từ hai đến ba lần và có màu sẫm hoặc đỏ. Vì quá trình mang thai và sinh nở làm tăng hệ mạch máu sinh dục nên môi âm hộ bên trong và bên ngoài sẽ dồn máu nhanh hơn ở những phụ nữ đã có con.
Sau một khoảng thời gian bị kích thích tình dục, môi âm hộ sẽ bị dồn máu nhiều hơn vào khoảng 30 giây đến 3 phút trước khi đạt cực khoái, khiến chúng đỏ hơn nữa. Ở những phụ nữ đã có con, môi âm hộ cũng có thể sưng lên đáng kể trong thời kỳ này, trở thành màu đỏ sẫm. Kích thích liên tục có thể dẫn đến cực khoái và các cơn co thắt cực khoái giúp loại bỏ máu bị mắc kẹt trong môi âm hộ bên trong và bên ngoài, cũng như âm vật và các bộ phận khác của âm hộ, gây ra cảm giác cực khoái dễ chịu.
Sau khi đạt cực khoái hoặc khi người phụ nữ không còn bị kích thích tình dục, môi âm hộ dần dần trở lại trạng thái như không bị kích thích. Môi nhỏ âm hộ trở lại màu sắc ban đầu trong vòng 2 phút, và dồn máu biến mất sau khoảng 5 đến 10 phút. Môi âm hộ trở lại trạng thái trước khi kích thích sau khoảng 1 giờ.

## Xã hội và văn hoá

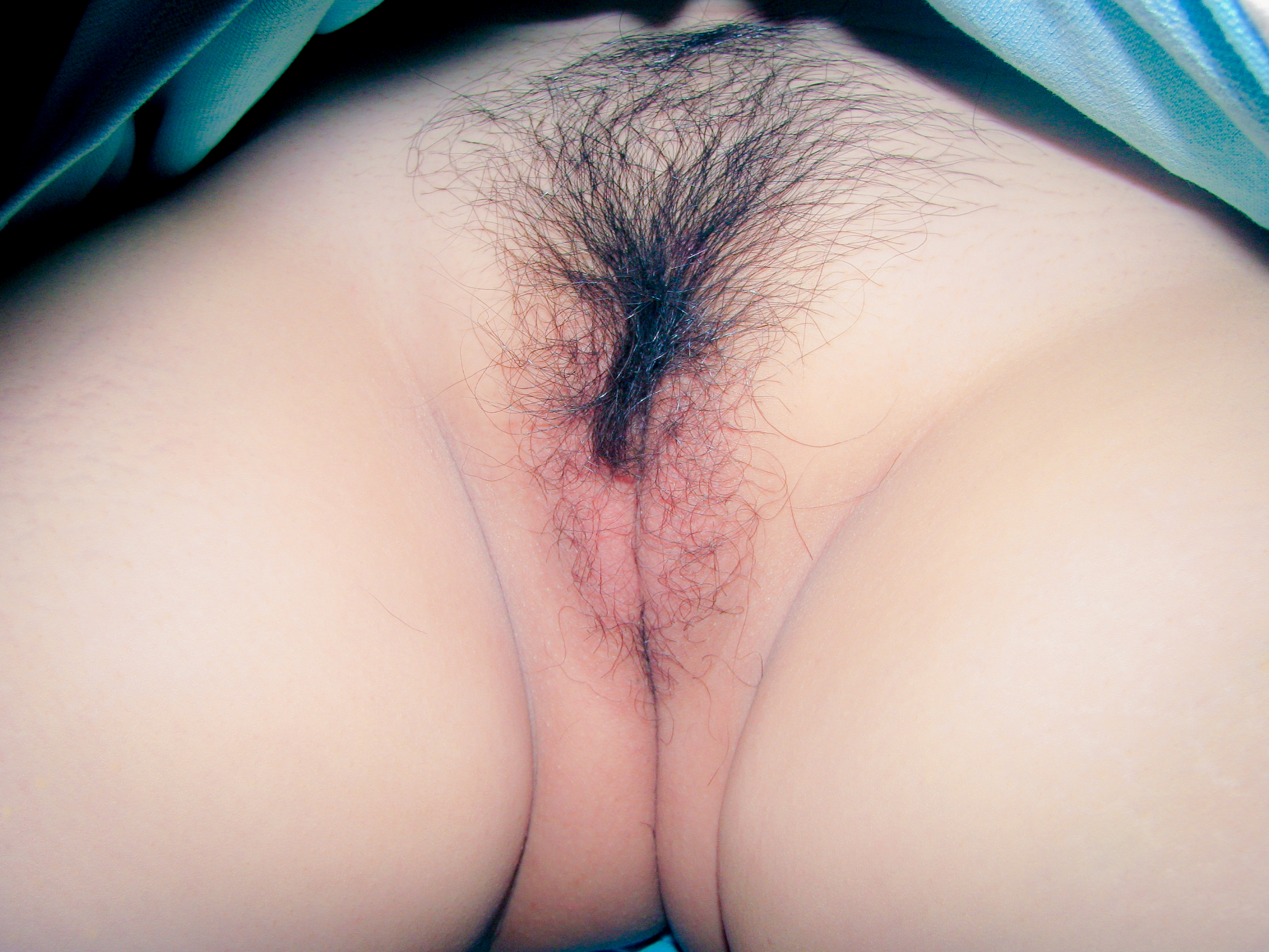
Môi âm hộ có lông mu

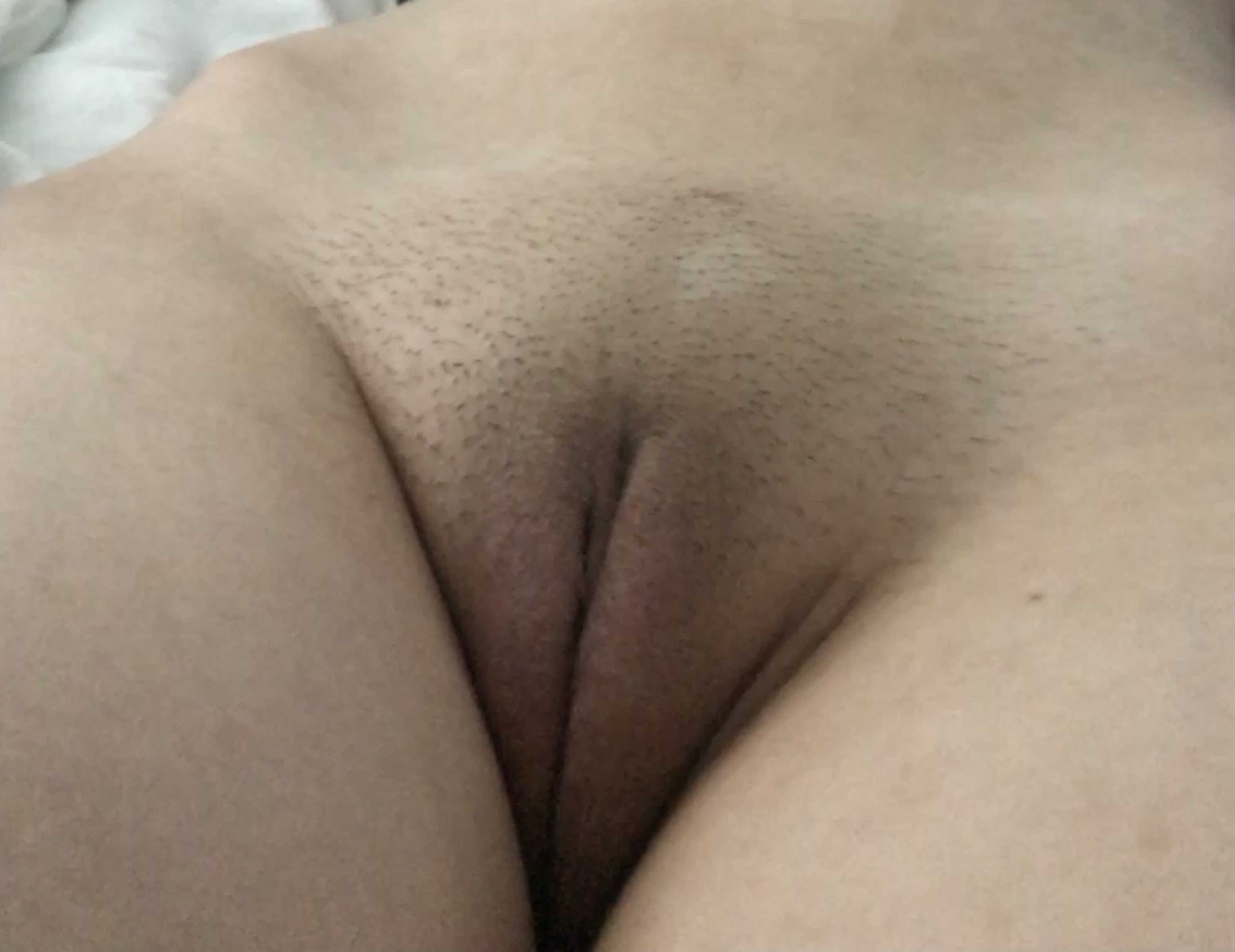
Môi âm hộ không có lông mu

Trong nhiều nền văn hóa và các địa điểm khắp nơi trên thế giới, môi âm hộ, như một phần của cơ quan sinh dục, được coi là riêng tư, hoặc vùng kín, mà sự phơi bày (đặc biệt là nơi công cộng) được chi phối bởi tập tục văn hóa xã hội khá nghiêm ngặt. Trong nhiều trường hợp, việc phơi bày công cộng bị hạn chế và thường bị pháp luật nghiêm cấm.
Quan điểm về lông mu khác nhau giữa mọi người và giữa các nền văn hóa. Một số phụ nữ thích nhìn hoặc cảm thấy lông mu, trong khi những người khác có thể chọn loại bỏ một số hoặc tất cả. Các phương pháp loại bỏ tạm thời bao gồm cạo, tỉa, wax lông, tẩy lông bằng đường (sugar lông) và các sản phẩm làm rụng lông  trong khi triệt lông vĩnh viễn có thể được thực hiện bằng phương pháp điện phân hoặc tẩy lông bằng laser. Ở Hàn Quốc, lông mu được coi là dấu hiệu của khả năng sinh sản, khiến một số phụ nữ phải cấy lông mu.
Một số phụ nữ tự ý thức về kích thước, màu sắc hoặc sự bất đối xứng của môi âm hộ của họ. Xem khiêu dâm có thể ảnh hưởng đến cách nhìn của phụ nữ về bộ phận sinh dục của cô ấy. Người mẫu khiêu dâm thường có môi âm hộ nhỏ hoặc không tồn tại và hình ảnh thường được xử lý làm mịn bằng airbrush, vì vậy hình ảnh khiêu dâm không mô tả đầy đủ các biến thể tự nhiên của âm hộ. Điều này có thể khiến người xem khiêu dâm có những kỳ vọng không thực tế về cách môi âm hộ trông như thế nào. Tương tự như cách một số phụ nữ phát triển các vấn đề về lòng tự trọng khi so sánh khuôn mặt và cơ thể của họ với những người mẫu ăn hình trên tạp chí, những phụ nữ so sánh âm hộ của họ với hình ảnh khiêu dâm được lý tưởng hóa có thể tin rằng môi âm hộ của họ không bình thường. Điều này có thể có tác động tiêu cực đến cuộc sống của người phụ nữ, vì sự tự ý thức về bộ phận sinh dục khiến cho việc quan hệ tình dục, đi khám bác sĩ phụ khoa hoặc tự kiểm tra bộ phận sinh dục trở nên khó khăn hơn. Phát triển nhận thức về mức độ khác biệt giữa môi âm hộ giữa các cá nhân có thể giúp vượt qua sự tự ý thức này.
Ở một số quốc gia ở châu Phi và châu Á, bộ phận sinh dục bên ngoài của phụ nữ thường xuyên bị thay đổi hoặc cắt bỏ vì những lý do liên quan đến những ý tưởng về truyền thống, sự trong sạch, vệ sinh và thẩm mỹ. Được gọi là cắt âm vât, các thủ tục bao gồm cắt âm vật và cái gọi là "cắt bao pharaon", theo đó môi âm hộ bên trong và bên ngoài được cắt bỏ và âm hộ được khâu lại. Cắt âm vật hầu như nằm ngoài vòng pháp luật trên khắp thế giới, ngay cả ở những quốc gia nơi hoạt động này phổ biến.
Phẫu thuật môi âm hộ (labiaplasty) là một phương pháp phẫu thuật thẩm mỹ gây tranh cãi có liên quan đến việc tạo ra hoặc định hình lại của môi âm hộ. Xỏ môi âm hộ là một cách xỏ khuyên thẩm mỹ, thường bằng kim đặc biệt trong điều kiện vô trùng, vào bên trong hoặc bên ngoài môi âm hộ. Đồ trang sức được đeo trong khe hở.

## Hình ảnh bổ sung

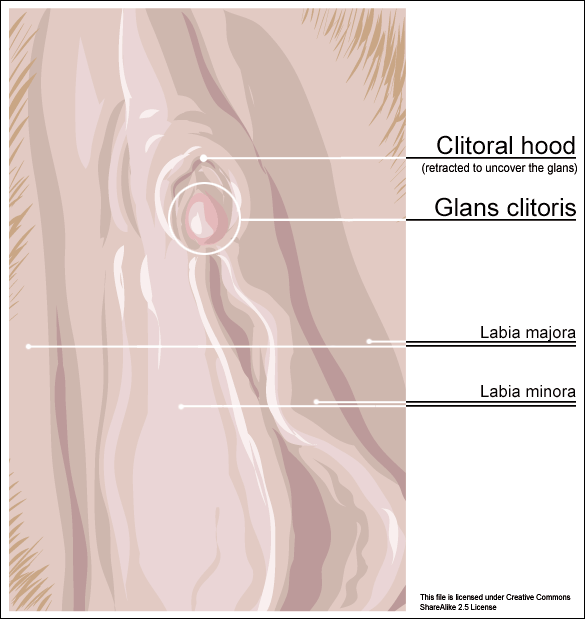
Giải phẫu bên ngoài của âm vật.
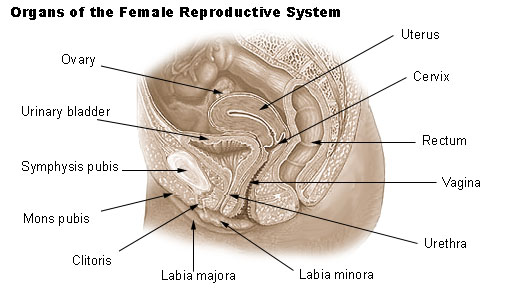
Các cơ quan của hệ thống sinh sản nữ.
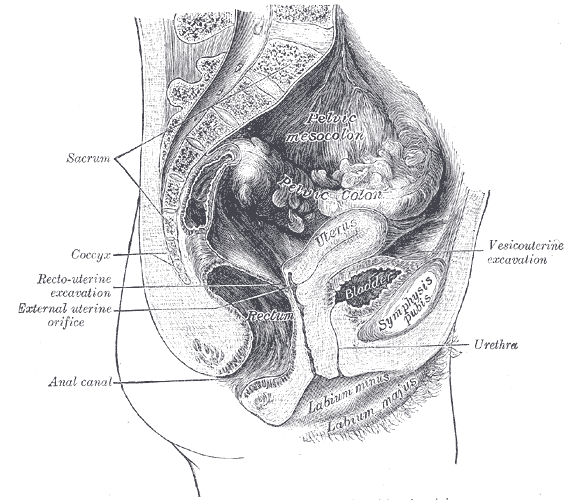
Phần lõm trung bình của khung chậu nữ.